# Saussurea ispajensis
Saussurea ispajensis là một loài thực vật có hoa trong họ Cúc. Loài này được Iljin miêu tả khoa học đầu tiên.